# Маршал (Вирџинија)
Маршал (енгл. Marshall) насељено је место без административног статуса у америчкој савезној држави Вирџинија.

## Демографија
По попису из 2010. године број становника је 1.480.
| Група             | 2000.    | 2010.       |
| Белци             | 0 (0,0%) | 975 (65,9%) |
| Афроамериканци    | 0 (0,0%) | 165 (11,1%) |
| Азијати           | 0 (0,0%) | 9 (0,6%)    |
| Хиспаноамериканци | 0 (0,0%) | 291 (19,7%) |
| Укупно            | 0        | 1.480       |